# Ron's Gone Wrong
Ron's Gone Wrong is een Brits-Amerikaanse computeranimatiefilm uit 2021 en geregisseerd door Sarah Smith en Jean-Philippe Vine, de film werd geproduceerd door Locksmith Animation in samenwerking met 20th Century Fox Animation.

## Verhaal
In de niet al te verre toekomst heeft een beste vriend van elk kind de multifunctionele B-bot, die kan spreken, bewegen en verbinding maakt met het wereldwijde web. Een jongen genaamd Barney voelt zich een vreemde onder zijn leeftijdsgenoten, omdat hij de enige is die geen B-bot heeft. Maar op een dag krijgt Barney een robot genaamd Ron als verjaardagscadeau, die defect blijkt te zijn.

## Rolverdeling
| Personage                    | Engelse stem      | Nederlandse stem              | Vlaamse stem          |
| ---------------------------- | ----------------- | ----------------------------- | --------------------- |
| Barney                       | Jack Dylan Grazer | Jules Vosmaer                 | Remi De Smet          |
| Ron                          | Zach Galifianakis | Florus van Rooijen            | Maarten Vancoillie    |
| Graham (Barney's vader)      | Ed Helms          | Jan Elbertse                  | Steven Van Herreweghe |
| Donka (Barney's grootmoeder) | Olivia Colman     | Frederique Sluyterman van Loo | Isabelle Van Hecke    |
| Andrew                       | Rob Delaney       | Huub Dikstaal                 |                       |
| Marc                         | Justice Smith     | Kelvin Allison                | Joffrey Anane         |
| Savannah                     | Kylie Cantrall    | Gioia Parijs                  | Melanie Mertens Polak |
| Rich                         | Ricardo Hurtado   | Moos Parser                   | Andres Vercoutere     |
| Noah                         | Cullen McCarthy   | Jip Bartels                   |                       |
| Stanley Tubman               | Marcus Scribner   |                               |                       |
| Philip                       | Thomas Barbusca   |                               |                       |
| Bree                         | Sarah Miller      |                               | Ditte Jaspers         |